# الکساندرو (بازیکن فوتبال، زاده ۱۹۹۹)
الکساندرو (انگلیسی: Alexsandro؛ زادهٔ ۹ اوت ۱۹۹۹) بازیکن فوتبال اهل برزیل است.
از باشگاه‌هایی که در آن بازی کرده‌است می‌توان به باشگاه فوتبال آمورا، گروه ورزشی شاوش و باشگاه فوتبال لیل اشاره کرد.